# Western & Southern Financial Group Masters and Women's Open 2010
Cincinnati Masters 2010 (також відомий під назвою Western & Southern Financial Group Masters and Western & Southern Financial Group Women's Open за назвою спонсора) — тенісний турнір, що проходив на відкритих кортах з твердим покриттям Lindner Family Tennis Center у Мейсоні (США). Це був 109-й за ліком Мастерс Цинциннаті серед чоловіків і 82-й серед жінок. Належав до серії ATP Masters у рамках Туру ATP 2010, а також до серії Premier в рамках Туру WTA 2010. Чоловічий турнір тривав з 14 до 22 серпня, а жіночий - з 7 до 15 серпня 2010 року.

## Учасники

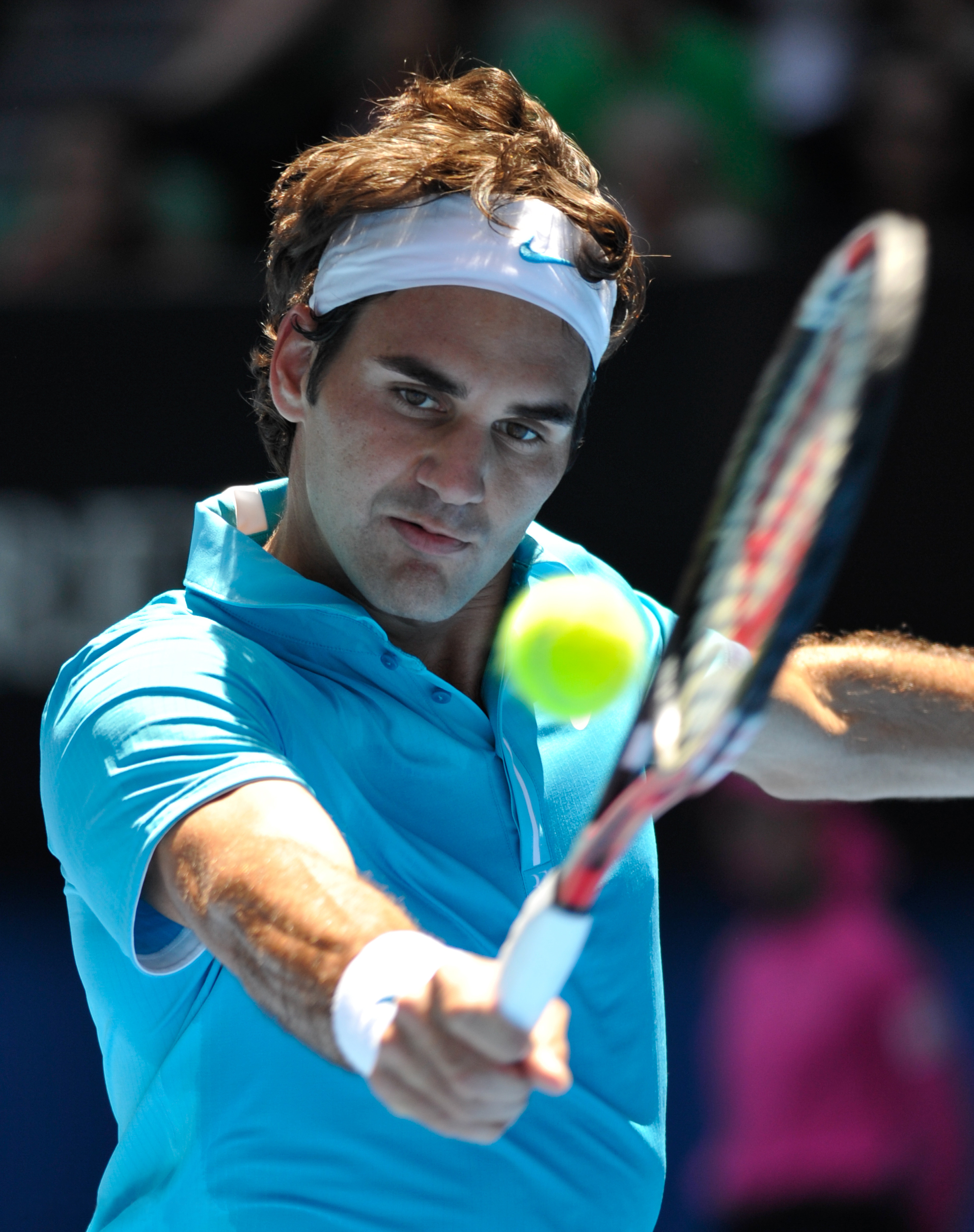
Роджер Федерер був чинним чемпіоном. Він успішно захистив свій титул.

### Сіяні учасники
| Країна          | Гравець           | Рейтинг[a] | Сіяний[b] |
| --------------- | ----------------- | ---------- | --------- |
| Іспанія         | Рафаель Надаль    | 1          | 1         |
| Сербія          | Новак Джокович    | 3          | 2         |
| Швейцарія       | Роджер Федерер    | 2          | 3         |
| Велика Британія | Енді Маррей       | 4          | 4         |
| Швеція          | Робін Содерлінг   | 5          | 5         |
| Росія           | Микола Давиденко  | 6          | 6         |
| Чехія           | Томаш Бердих      | 7          | 7         |
| Іспанія         | Фернанде Вердаско | 9          | 8         |
| США             | Енді Роддік       | 11         | 9         |
| Іспанія         | Давід Феррер      | 12         | 10        |
| Хорватія        | Марін Чилич       | 13         | 11        |
| Росія           | Михайло Южний     | 14         | 12        |
| Австрія         | Юрген Мельцер     | 15         | 13        |
| Іспанія         | Ніколас Альмагро  | 16         | 14        |
| Хорватія        | Іван Любичич      | 17         | 15        |
| Франція         | Гаель Монфіс      | 18         | 16        |

- Рейтинг подано станом на 9 серпня 2010

### Інші учасники
Нижче подано учасників, що отримали вайлд-кард на вихід в основну сітку
- Джеймс Блейк
- Марді Фіш
- Роббі Джінепрі
- Дональд Янг

Нижче наведено гравців, які пробились в основну сітку через стадію кваліфікації:
- Бенжамін Бекер
- Тейлор Дент
- Сомдев Девварман
- Алехандро Фалья
- Сантьяго Хіральдо
- Денис Істомін
- Флоріан Маєр

### Помітні учасники, що відмовились від участі
- Хуан Мартін дель Потро (травма зап'ястка)
- Хуан Карлос Ферреро (грип)
- Фернандо Гонсалес (литка)
- Альберт Монтаньєс
- Жо-Вілфрід Тсонга (травма коліна)

## Учасниці

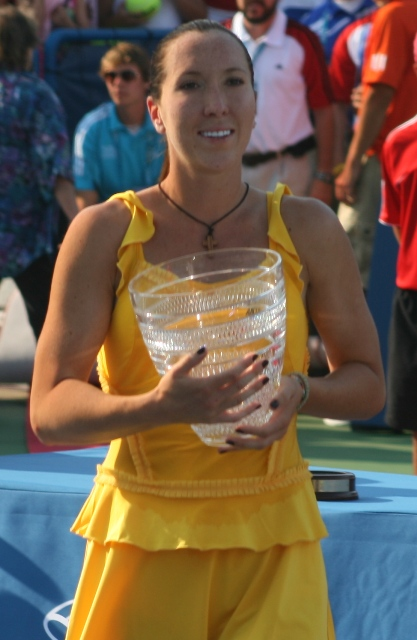
Єлена Янкович була чинною чемпіонкою

### Сіяні пари
| Гравчиня           | Країна             | Рейтинг* | Посіяний |
| ------------------ | ------------------ | -------- | -------- |
| Єлена Янкович      | Сербія             | 2        | 1        |
| Каролін Возняцкі   | Данія              | 3        | 2        |
| Олена Дементьєва   | Росія              | 6        | 3        |
| Кім Клейстерс      | Бельгія            | 7        | 4        |
| Франческа Ск'явоне | Італія             | 8        | 5        |
| Віра Звонарьова    | Росія              | 9        | 6        |
| Агнешка Радванська | Польща             | 10       | 7        |
| Лі На              | Китай (етимологія) | 11       | 8        |
| Вікторія Азаренко  | Білорусь           | 12       | 9        |
| Марія Шарапова     | Росія              | 13       | 10       |
| Флавія Пеннетта    | Італія             | 15       | 11       |
| Яніна Вікмаєр      | Бельгія            | 16       | 12       |
| Шахар Пеєр         | Ізраїль            | 17       | 13       |
| Араван Резаї       | Франція            | 18       | 14       |
| Надія Петрова      | Росія              | 19       | 15       |
| Маріон Бартолі     | Франція            | 20       | 16       |

- Рейтинг подано станом на 2 серпня 2010.

### Інші учасниці
Нижче подано учасниць, що отримали вайлд-кард на вихід в основну сітку
- Джеймі Гемптон
- Крістіна Макгейл
- Коко Вандевей

Нижче наведено гравчинь, які пробились в основну сітку через стадію кваліфікації:
- Акгуль Аманмурадова
- Грета Арн
- Сорана Кирстя
- Кіміко Дате
- Віра Душевіна
- Бояна Йовановські
- Ваня Кінґ
- Алла Кудрявцева
- Нурія Льягостера Вівес
- Моріта Аюмі
- Моніка Нікулеску
- Анастасія Родіонова

### Відомі гравчині, що відмовились від участі
- Жустін Енен (травма ліктя)
- Саманта Стосур (травма плеча)
- Серена Вільямс (операція на ступні)
- Вінус Вільямс (травма коліна)
- Марія Хосе Мартінес Санчес (травма коліна)

## Переможці та фіналісти

### Одиночний розряд, чоловіки
Роджер Федерер —  Марді Фіш 6–7(5–7), 7–6(7–1), 6–4
- Для Федерера це був 2-й титул за сезон і 63-й - за кар'єру. Це була його четверта перемога на цьому турнірі після 2005, 2007 і 2009 років. Це був його 17-й титул Мастерс 1000.

### Одиночний розряд, жінки
Кім Клейстерс —  Марія Шарапова 2–6, 7–6(7–4), 6–2
- Для Клейстерс це був 3-й титул за сезон і 38-й — за кар'єру.

### Парний розряд, чоловіки
Боб Браян /  Майк Браян —  Магеш Бгупаті /  Макс Мирний 6–3, 6–4.

### Парний розряд, жінки
Вікторія Азаренко /  Марія Кириленко —  Ліза Реймонд /  Ренне Стаббс 7–6(7–4), 7–6(10–8)